# Сегин (Тексас)
Сегин (енгл. Seguin) град је у америчкој савезној држави Тексас. Налази се у округу Гвадалупи, чије је седиште. По попису становништва из 2010. у њему је живело 25.175 становника.

## Демографија
Према попису становништва из 2010. у граду је живело 25.175 становника, што је 3.164 (14,4%) становника више него 2000. године.
| Група             | 2000.          | 2010.          |
| Белци             | 7.967 (36,2%)  | 8.944 (35,5%)  |
| Афроамериканци    | 2.002 (9,1%)   | 2.026 (8,0%)   |
| Азијати           | 190 (0,9%)     | 222 (0,9%)     |
| Хиспаноамериканци | 11.669 (53,0%) | 13.938 (55,4%) |
| Укупно            | 22.011         | 25.175         |